# Cassidinidea tuberculata
Cassidinidea tuberculata is een pissebed uit de familie Sphaeromatidae. De wetenschappelijke naam van de soort is voor het eerst geldig gepubliceerd in 1912 door Richardson.